# Киннегод
Киннегод (англ. Kinnegad; ирл. Cionn Átha Gad) — (переписной) посёлок в Ирландии, находится в графстве Уэстмит (провинция Ленстер), в 60 км от Дублина.
В поселке располагаются 2 школы, несколько пабов, церковь. Основная масса жителей имеет работу в Дублине. Жилые постройки в поселки коттеджного типа.
В посёлке базируется гаэльский спортивный клуб.

## Демография
Население — 2245 человек (по переписи 2006 года). В 2002 году население составляло 1296.
Данные переписи 2006 года:
| Общие демографические показатели |               |                               |                               |      |      |
| Всё население                    | Всё население | Изменения населения 2002—2006 | Изменения населения 2002—2006 | 2006 | 2006 |
| 2002                             | 2006          | чел.                          | %                             | муж. | жен. |
| 1296                             | 2245          | 949                           | 73,2                          | 1169 | 1076 |

В нижеприведённых таблицах сумма всех ответов (столбец «сумма»), как правило, меньше общего населения населённого пункта (столбец «2006»).
| Религия (Тема 2 — 5 : Число людей по религиям, 2006) |             |                |             |            |       |      |
| Католики, чел.                                       | Католики, % | Другая религия | Без религии | не указано | сумма | 2006 |
| 1958                                                 | 87,2        | 155            | 64          | 68         | 2245  | 2245 |

| Этно-расовый состав (Этничность. Тема 2 - 3 : Постоянное население по этническому или культурному происхождению, 2006) |            |              |       |        |        |            |       |       |
| Белые ирландцы | Лухт-шулта | Другие белые | Негры | Азиаты | Другие | Не указано | сумма | 2006  |
| 1766 | 5          | 207          | 29    | 55     | 25     | 98         | 2185  | 2245  |
| Доля от всех отвечавших на вопрос, %                                                                                   |            |              |       |        |        |            |       |       |
| 80,8 | 0,2        | 9,5          | 1,3   | 2,5    | 1,1    | 4,5        | 100   | 97,31 |

1 — доля отвечавших на вопрос о языке от всего населения.
| Владение ирландским языком (Тема 3 — 1 : Число людей от 3 лет и старше по способности говорить по-ирландски, 2006) |      |            |       |       |
| Владеете ли Вы ирландским языком?                                                                                  |      |            |       |       |
| Да | Нет  | Не указано | сумма | 2006  |
| 703 | 1265 | 101        | 2069  | 2245  |
| Доля от всех отвечавших на вопрос о языке, %                                                                       |      |            |       |       |
| 34,0 | 61,1 | 4,9        | 100   | 92,21 |

1 — доля отвечавших на вопрос о языке от всего населения.
| Использование ирландского языка (Тема 3 - 2 : Говорящие по-ирландски от 3 лет и старше по частоте использования ирландского языка, 2006) |                                                            |                                               |                                               |                                               |                                               |                                               |       |                                     |      |
| Как часто и где Вы говорите по-ирландски?                                                                                                |                                                            |                                               |                                               |                                               |                                               |                                               |       |                                     |      |
| ежедневно, только в образовательных учреждениях                                                                                          | ежедневно, как в образовательных учреждениях, так и вне их | в других местах (вне образовательной системы) | в других местах (вне образовательной системы) | в других местах (вне образовательной системы) | в других местах (вне образовательной системы) | в других местах (вне образовательной системы) | сумма | всего, отвечавших на вопрос о языке | 2006 |
| ежедневно, только в образовательных учреждениях                                                                                          | ежедневно, как в образовательных учреждениях, так и вне их | ежедневно                                     | каждую неделю                                 | реже                                          | никогда                                       | не указано                                    | сумма | всего, отвечавших на вопрос о языке | 2006 |
| 204 | 11                                                         | 7                                             | 31                                            | 242                                           | 201                                           | 7                                             | 703   | 2069                                | 2245 |
| Доля от всех отвечавших на вопрос о языке, %                                                                                             |                                                            |                                               |                                               |                                               |                                               |                                               |       |                                     |      |
| 9,9 | 0,5                                                        | 0,3                                           | 1,5                                           | 11,7                                          | 9,7                                           | 0,3                                           | 34,0  | 100                                 |      |

| Типы частных жилищ (Тема 6 - 1(a) : Число частных домовладений по типу размещения, 2006) |          |         |                 |            |       |      |
| Отдельный дом                                                                            | Квартира | Комната | Переносные дома | не указано | сумма | 2006 |
| 717                                                                                      | 49       | 0       | 0               | 19         | 785   | 2245 |